# Ville-sur-Cousances
Ville-sur-Cousances è un comune francese di 113 abitanti situato nel dipartimento della Mosa nella regione del Grand Est.

## Società

### Evoluzione demografica
Abitanti censiti